# Flavanone
 (février 2012).
Si vous disposez d'ouvrages ou d'articles de référence ou si vous connaissez des sites web de qualité traitant du thème abordé ici, merci de compléter l'article en donnant les références utiles à sa vérifiabilité et en les liant à la section « Notes et références ».
Les flavanones sont un sous-groupe de flavonoïdes, dérivés 2,3-dihydrogénés des flavones. Elles sont généralement glycosylées par un disaccharide en position 7 pour donner des hétérosides de flavanones.

## Principales flavanones
| Nom             | Structure | R5 | R6   | R7 | R8 | R2'  | R3'  | R4' | R5' | R6'        | CAS                                                                                | Nom IUPAC                                                       |
| --------------- | --------- | -- | ---- | -- | -- | ---- | ---- | --- | --- | ---------- | ---------------------------------------------------------------------------------- | --------------------------------------------------------------- |
| Butine          |           |    |      | OH |    |      |      | OH  | OH  |            | 492-14-8                                                                           | (2S)-2-(3,4-dihydroxyphényl)-7-hydroxy-2,3-dihydrochromén-4-one |
| Ériodictyol     | OH        |    | OH   |    |    | OH   | OH   |     |     | 552-58-9   | (2S)-2-(3,4-dihydroxyphényl)-5,7-dihydroxy-4-chromanone                            |                                                                 |
| Hespérétine     | OH        |    | OH   |    |    | OH   | OCH3 | OH  |     | 528-48-3   | (S)-2,3-dihydro-5,7- dihydroxy-2-(3-hydroxy-4-méthoxyphényl)-4H-1-benzopyran-4-one |                                                                 |
| Homoériodictyol | OH        |    | OH   |    |    | OCH3 | OH   |     |     | 446-71-9   | (2S)-5,7-Dihydroxy-2-(4-hydroxy-3-methoxyphenyl)-4-chromanone                      |                                                                 |
| Isosakuranétine | OH        |    | OH   |    |    |      | OCH3 |     |     | 480-43-3   | (2S)-5,7-dihydroxy-2-(4-methoxyphenyl)-2,3-dihydrochromen-4-one                    |                                                                 |
| Naringinine     | OH        |    | OH   |    |    |      | OH   |     |     | 480-43-3   | 5,7-dihydroxy-2-(4-hydroxyphényl)chroman-4-one                                     |                                                                 |
| Pinocembrine    | OH        |    | OH   |    |    |      |      |     |     | 480-39-7   | (2R,3R)-3,5,7-Trihydroxy-2-phenyl-chroman-4-one                                    |                                                                 |
| Sakuranétine    | OH        |    | OCH3 |    |    |      | OH   |     |     | 2957-21-3  | (2R,3R)-3,5,7-Trihydroxy-2-phenyl-chroman-4-one                                    |                                                                 |
| Stérubine       | OH        |    | OCH3 |    |    | OH   | OH   |     |     | 51857-11-5 | (2S)-2-(3,4-dihydroxy-phényl)-5-hydroxy-7-méthoxy-chroman-4-one                    |                                                                 |

## Hétérosides
| Hétéroside    | Aglycone        | R3      | R7             | R8 | R4'     | R5' | CAS        |
| ------------- | --------------- | ------- | -------------- | -- | ------- | --- | ---------- |
| Hespéridine   | Hespérétine     |         | Rutinose       |    |         |     | 520-26-3   |
| Liquiritoside | Butine          |         |                |    | Glucose |     | 10236-47-2 |
| Naringine     | Naringinine     |         | Néohespéridose |    |         |     | 10236-47-2 |
| Poncirine     | Isosakuranétine |         | Néohespéridose |    |         |     | 14941-08-3 |
| Sakuranine    | Sakuranétine    | Glucose |                |    |         |     | 529-39-5   |

## Métabolisme
L'enzyme chalcone isomérase utilise des chalconoïdes pour produire des flavanones.
La flavanone 4-réductase est une enzyme qui utilise le (2S)-flavan-4-ol et le NADP+ pour produire la (2S)-flavanone, le NADPH et H+.